# Mićović
Mićović (srbsko Мићовић, latinizirano: Mićović) je črnogorski in srbski priimek. Je značilen za pokrajine, kjer se govori vzhodnohercegovsko in zetsko-sandžaško narečje, predvsem v Črni gori in Hercegovini. Izhaja od prednika, ki mu je bilo ime »Mićo«. V drugih regijah se imenuje »Mića«, zato je priimek, ki izhaja iz takšnega imena, »Mićić«.

## Znane nosilke in nosilci prrimka
- Joanikije Mićović (* 1959), črnogorsko-primorski metropolit
- Marija Mićović (* 1982), srbska košarkarica
- Milica Mićović (* 1984), srbska košarkarica
- Miloš Mićović (* 1988), srbski maneken, pop pevec
- Milutin Mićović
  - Milutin Mićović (* 1953), srbski pesnik, esejist, romanopisec
  - Milutin Mićović (1944 – 2018), srbski filmski, gledališki igralec
- Novak Mićović (* 2001), srbski nogometni vratar
- Strahinja Mićović (* 1992), srbski košarkar
- Vladimir Mićović (* 1975), srbski nogometni vratar
- Vojislav Mićovič
  - Vojislav Mićović (1930 – 2000), srbski minister, politolog, publicist, politični analitik
  - Vojislav Mićović (1911 – 1997), srbski igralec
- Vukić M. Mićović (1896 – 1981), srbski kemik
- Zoran Mićović, srbski veterinar, politik, župan mesteca (varošice) Arilje